# Geoff Ogilvy
Geoff Ogilvy (født 11. juni 1977) er en australsk golfspiller, der til dagligt spiller på den amerikanske PGA Tour. Han har været professionel siden 1998, og spillede de næste år hovedsageligt i Europa. I 2001 gik han over til hovedsageligt at spille i USA. Han fik sin første turneringssejr i 2005 i Chrysler Classic of Tucson. I 2006 vandt WGC–Accenture Match Play Championship og i juni 2006 vandt han så sin første major, da han vandt US Open.